# 原针鼹属
原针鼹属（学名：Zaglossus），是单孔目下的一個属。屬下共有5個種，其中2個已經滅絕。原針鼴屬動物身體都是長滿刺的，仍然存活的3個品種居住在新畿內亞及澳洲西部，但卻都是瀕危的物種。

## 下属物种
本属包括以下物种：
- 艾登堡長吻針鼴 Zaglossus attenboroughi Flannery & Groves, 1998：生活於新畿內亞西部的山脈中，是瀕危的物種。
- 大長吻針鼴 Zaglossus bartoni (Thomas, 1907)：生活在新畿內亞中央位於Paniai湖及Nanneau Range之間的山脈，是瀕危的物種。
- 長吻针鼴 Zaglossus bruijni (Peters & Doria, 1876)：生活於新畿內亞山脈森林，是瀕危的物種。
- †Zaglossus hacketti Glauert, 1914：曾生活在澳大利亚西部，已经绝灭。从化石上看出它有一米左右，是特大的針鼴。
- †Zaglossus robustus ：曾生活在塔斯马尼亚岛，已经绝灭。从头部化石上看出它有65厘米左右长。

归入本属的物种：
- Echidna robusta (Dun, 1894)

## 瀕危保護
根據由各締約國簽訂的《濒危野生动植物种国际贸易公约》，原针鼹属動物屬於附錄Ⅱ中受保護的列明物種。雖然原针鼹属並未屬於瀕臨絕種的物種，但其貿易可能會導致絕種的危險。因此，公約上規定原针鼹属是可以貿易，但必須先獲得公約許可證。